# Sancho Manuel de Castilla
Sancho Manuel de Castilla (1283-1345), I señor del Infantado y I señor de Carrión (hoy Carrión de los Condes), fue hijo ilegítimo del infante Manuel de Castilla y nieto del rey Fernando III.

## Biografía
Sancho Manuel estuvo estrechamente ligado a su medio hermano y cabeza del linaje de los Manuel, Don Juan Manuel, príncipe de Villena. Lo siguió en todas sus empresas, incluso cuando conllevaron a menudo la guerra contra el propio rey Alfonso XI de Castilla. Sancho vería recompensada su fidelidad con cargos como el de adelantado de los señoríos manuelinos en Murcia, y el de lugarteniente de adelantado por Fernando Manuel, hijo de Juan Manuel.
En octubre de 1325 su hermanastro Don Juan Manuel fue nombrado adelantado mayor de la frontera de Andalucía, y el 29 de agosto de 1326 luchó junto a él en la batalla de Guadalhorce, donde dirigía la retaguardia. En dicha batalla los musulmanes del reino de Granada, al mando del general Ozmín, fueron completamente derrotados, y en ella murieron unos 3000 musulmanes.
Falleció en 1345.

## Sepultura
Fue sepultado en la capilla de Santa Catalina del convento de San Pablo de Peñafiel, donde también sería enterrado su hermanastro Don Juan Manuel. Y está documentado que en 1351 Juan Sánchez Manuel, futuro conde de Carrión e hijo de Sancho Manuel de Castilla, hizo una donación al convento de San Pablo de Peñafiel a fin de que se oficiaran «celebraciones funerarias» junto a la tumba de su padre después de haberlas hecho en la tumba de Don Juan Manuel.

## Matrimonios y descendencia
Contrajo matrimonio por primera vez con Leonor González de Manzanedo y posteriormente volvió a casarse con Inés Díaz de Toledo. Y fruto del primer matrimonio, o tal vez del segundo, según otros autores, nacieron los siguientes hijos:
- Juan Sánchez Manuel (c. 1325-1384). Conde de Carrión y señor de Calatañazor.[11] Contrajo matrimonio con Juana de Jérica, hija de Pedro I de Jérica, IV barón de Jérica, y de su mujer Buenaventura de Arbolea (biznieta de Jaime I el Conquistador) con la que tuvo tres hijas. De un primer matrimonio fue padre de Fernán Manuel, abad en Valladolid y tutor de sus hermanas Juana, Inés y Leonor.
- Inés Díaz Manuel (1328-1366), primera esposa de Vasco Martins de Sousa Chichorro, I señor de Mortágua, de Gestaçô y de Penaguião.[12]
- Fernán Sánchez Manuel (m. Ávila, 1354), casado con Elvira Sánchez, que en 1355, ya viuda, compró el señorío de Pinilla.